# Wayne Odesnik
Wayne Odesnik (født 21. november 1985 i Johannesburg, Sydafrika) er en sydafrikansk tennisspiller, der er blevet nationaliseret amerikaner. Han blev professionel i 2004 og har, pr. maj 2009, endnu ikke vundet nogen ATP-turneringer.
Odesnik er 180 cm. høj og vejer 77 kilo.